# 大崎千聖
大崎 千聖（おおさき ちさと、1987年4月19日 - ）は、日本の女子陸上競技選手。茨城県稲敷郡阿見町出身。聖徳大学附属聖徳高等学校（現・聖徳大学附属取手聖徳女子高等学校）卒業。在学中に10km高校日本最高記録を出す。
卒業後、2006年に三井住友海上に入社し女子陸上競技部所属。トラック競技、駅伝などを中心に活躍する。かつて同じく三井住友海上の陸上選手で、アテネオリンピック5位入賞・世界陸上選手権二大会メダリストの、土佐礼子の練習パートナーも務めていた。
現在はユニクロ女子陸上競技部に所属する。